# 外國公司問責法案
《外國公司問責法案》（英語：Holding Foreign Companies Accountable Act），是美國國會一項要求在美國證券交易所上市的公司聲明它們不是由任何外國政府擁有或控制的法案。它是《薩班斯-奧克斯利法案》的修訂案，以要求這些公司向美國證券交易委員會披露妨礙上市公司會計監督委員會進行調查的海外司法管轄區資訊。若上市公司會計監督委員會連續三年未能對相關公司作出指定的審核報告，相關公司將被禁止交易及被撤銷上市地位。

## 背景
2019年，佛羅里達州共和黨美國參議院議員馬可·盧比奧曾就部份海外公司不遵守美國證券交易所的監督和審計規則提出《公平法案》，以回應在美國證券交易所上市的中國大陸公司不合規和不透明，增加投資者被欺詐風險的問題。
《外國公司問責法案》在國會提出時，亦適逢中國大陸咖啡連鎖店瑞幸咖啡的財政醜聞被公眾關注。該公司的行政總裁及營運總監在2020年5月亦因涉嫌在2019年故意偽造3.1億美元的銷售額，導致瑞幸股價下跌約八成而被開除。瑞幸也在2020年5月19日接獲納斯達克的退市通知。6月26日，瑞幸從納斯達克退市，當天為該公司股票的最後一個交易天。

## 立法歷程
2020年5月20日，該法案獲得美國參議院一致同意通過。同年12月2日，該法案再獲得美國眾議院口頭表決通過。

## 影響
法案通過後，若美國上市公司會計監督委員會連續三年無法審查一家公司的財務報表，便可勒令其退市。多家中國企業因此被美國證券交易委員會列入預定除牌名單，導致2022年3月中概股出現大幅下跌。被列入預定除牌名單的企業包括阿里巴巴、知乎、理想汽車、瑞幸咖啡等等。
2022年8月，中國人壽、中石油、中石化、中國鋁業以及上海石化宣佈將從紐約證券交易所退市。胡鍚進評論指退市原因是法案通過後中國企業須交出會計底稿以供審查，有危害國家安全的可能。8月26日，中美两国宣布签署审计监管合作协议，该协议将允许美国监管机构对中国大陆和香港的审计机构进行检查和调查，包括检查上市公司的审计底稿。

## 外部連結
- S. 945參議院法案全文 （页面存档备份，存于）